# Going Berserk
Going Berserk is een 84 minuten durende comedyfilm uit 1983, geregisseerd door David Steinberg.

## Verhaal
John Bourgignon is een limousinechauffeur die halsoverkop verliefd wordt op de dochter van een politicus. De arme John wordt echter ontvoerd door de sekteleider Sun Yi en gehersenspoeld totdat hij als enige doel voor ogen heeft: het vermoorden van de politicus.

## Spelers
| Acteur            | Personage             |
| ----------------- | --------------------- |
| John Candy        | John Bourgignon       |
| Joe Flaherty      | Chick Leff            |
| Eugene Levy       | Sal DiPasquale        |
| Alley Mills       | Nancy Reese           |
| Pat Hingle        | Ed Reese              |
| Ann Bronston      | Patti Reese           |
| Richard Libertini | Sun Yi Day            |
| Dixie Carter      | Angela                |
| Kurtwood Smith    | Clarence              |
| Ernie Hudson      | Jerome Willy Muhammed |